# Günter Löffler
Günter Löffler (* 6. August 1921 in Thale; † 1. Januar 2013) war ein deutscher Lehrer, Übersetzer und Schriftsteller.

## Leben
Löffler wurde 1921 im Harz geboren. Von 1931 bis 1937 besuchte er die Knaben-Mittelschule in Dessau und erlangte die mittlere Reife. An einer Spezialschule in Leipzig nahm er ein Fremdsprachenstudium auf, wurde jedoch bald zur Wehrmacht eingezogen. Nach der Grundausbildung im Heer (Wehrmacht) wurde er an der Ostfront eingesetzt, wo er eine Verwundung erlitt. Nach seiner Genesung wurde er 1942 zum Afrikakorps versetzt. Dort geriet Löffler in Kriegsgefangenschaft der U.S. Army. In einem Kriegsgefangenenlager in den Vereinigten Staaten hatte er die Möglichkeit, seine Sprachkenntnisse in Englisch und Russisch zu vertiefen. Aus der Gefangenschaft kehrte Günter Löffler nach Dessau zurück und wurde als Lehrer für die Fächer Englisch und Russisch an der Erweiterten Oberschule Philanthropinum Dessau angestellt. Er begann 1953 ein philologisches Studium der Anglistik und Slawistik an der Martin-Luther-Universität in Halle. Später wechselte er an die Universität Leipzig, wo er sein Studium erfolgreich abschloss. Bis zu seinem Ruhestand war Günter Löffler als Fremdsprachenlehrer am Philanthropinum tätig. Daneben übersetzte er literarische Werke, aus dem Englischen und dem Russischen, unter anderem von Wladimir Fjodorowitsch Tendrjakow, Konstantin Michailowitsch Simonow, Jack London und James Fenimore Cooper, war als Dolmetscher tätig und veröffentlichte mehrere eigene Kinderbücher und Romane.
Seit 1989 lebte Günter Löffler mit seiner Frau in Berlin.
Er ist auf dem Südwestkirchhof Stahnsdorf bestattet worden.

## Werke
- Der Mann von damals. Greifenverlag, Rudolstadt 1963
- Kreppsohlen. Verlag Das neue Berlin, Berlin 1965
- Die Puppenstube. Verlag Das neue Berlin, Berlin 1967
- Pfannkuchen Dickbauch. Postreiter Verlag, Halle (Saale) 1986.
- Das Mondpferd: türkische Märchen. Der Morgen, Berlin 1989, ISBN 3-371-00204-7
- Folgenreicher Tapetenwechsel: Wie es in einer DDR-Schule zuging. Frieling, Berlin 1997, ISBN 3-8280-0408-3
- Finale in Texas : die abenteuerliche Flucht aus amerikanischer Kriegsgefangenschaft. First-Minute-Taschenbuch-Verlag, Emsdetten 1998, ISBN 3-932805-01-1
- Tappen im Dunkeln: Rückblick auf eine leicht verbogene DDR-Biografie. First-Minute-Taschenbuch-Verlag, Emsdetten 2000, ISBN 3-932805-13-5
- Weschke junior in der Klemme: ein Berlin-Krimi aus dem neuen Jahrtausend. First-Minute-Taschenbuch-Verlag, Emsdetten 2001, ISBN 3-932805-24-0
- Weschke junior und der rote Rocky: ein Kriminalroman. First-Minute-Taschenbuch-Verlag, Emsdetten 2003, ISBN 3-932805-35-6
- Treuwitz. First-Minute-Taschenbuch-Verlag, Emsdetten 2005, ISBN 3-932805-45-3

## Übersetzungen
- Robert Louis Stevenson: In der Südsee. Erzählungen und Erlebnisse. Illustr. Wolfgang Würfel. Verlag Neues Leben, Berlin 1972.
- Auszug aus William Carleton: Traits and stories of the irish peasantry, (engl. 1830–1833): Die drei Aufgaben, in Englische Erzähler des 19. Jahrhunderts. Hrsg. Gerhard Schneider. Neues Leben, Berlin 1962, S. 39–48[5]
- Wassil Bykau: Sein Bataillon, Verlag Volk und Welt, Berlin 1977 (Reihe Spektrum).
- Grigori Baklanow: Sie bleiben ewig neunzehn. Verlag Volk und Welt, Berlin 1981 (Reihe Spektrum).
- C. L. R. James: Die schwarzen Jakobiner, Toussaint L'Ouverture und die San-Domingo-Revolution. Verlag Neues Leben, Berlin 1984.
- Joseph Conrad: Amy Foster. Illustr. Karl Fischer. Verlag Neues Leben, Berlin 1989 (Reihe Das neue Abenteuer 508).